# Triggerfinger
Triggerfinger (dt. „der Finger am Abzug“ oder schlicht „Zeigefinger“) ist eine 1998 gegründete belgische Rockband aus Antwerpen.

## Geschichte
Gitarrist Ruben Block und Schlagzeuger Mario Goossens gründeten zusammen mit dem Bassisten Wladimir Geels 1998 Triggerfinger und spielten in Clubs und Bars in Antwerpen. Der Gründungsbassist stieg bald darauf aus und wurde durch Paul Van Bruystegem ersetzt.
2004 erschien das Debütalbum Triggerfinger, 2008 das zweite Album What Grabs Ya?. In der Folgezeit spielten Triggerfinger beim Pinkpop, Rock Werchter, Lowlands, Pukkelpop, Haldern Pop und Rheinkultur. 2010 erschien das dritte Studioalbum All This Dancin’ Around.

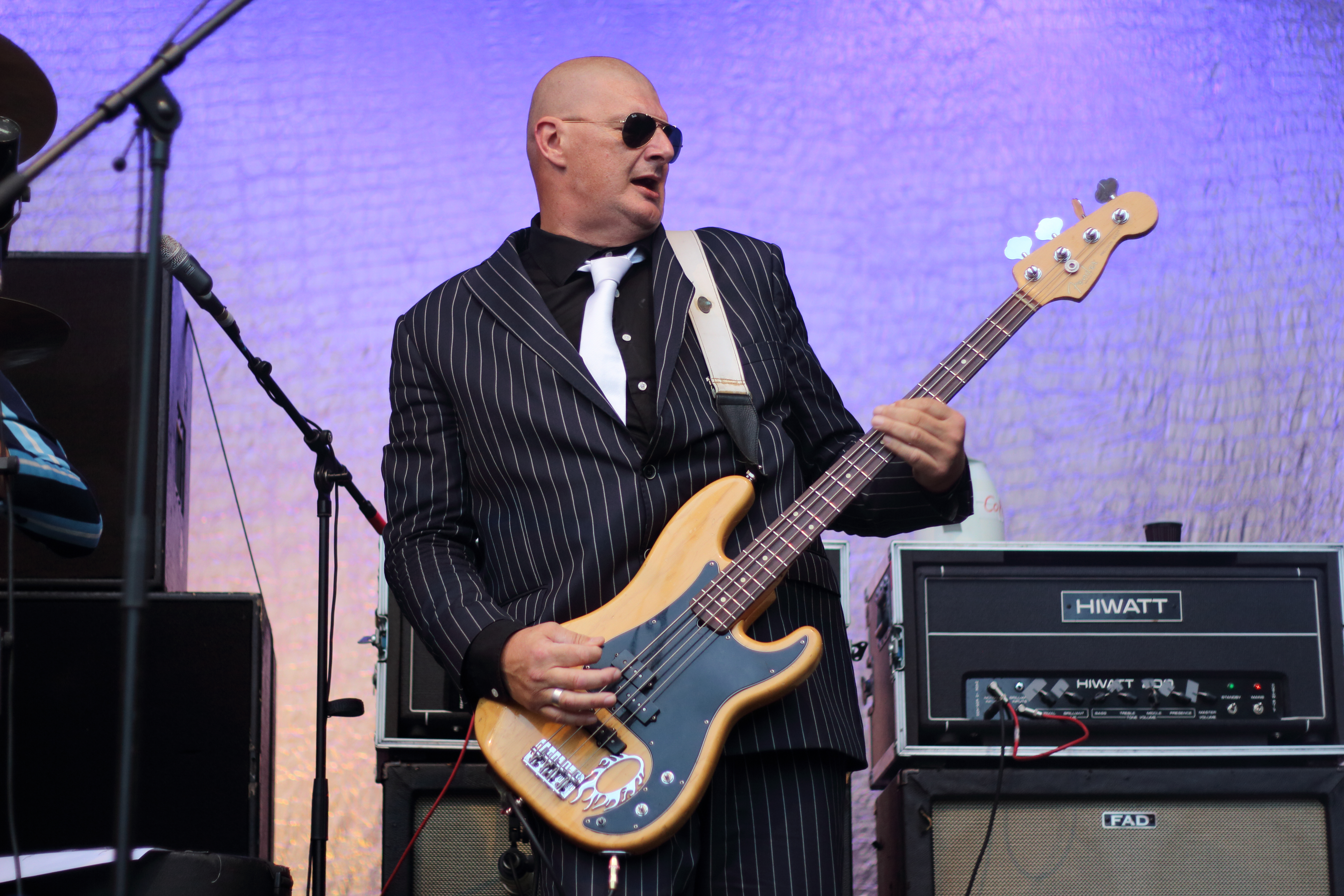
Paul Van Bruystegem am PictureOn 2014

2012 schaffte die Band mit I Follow Rivers ihren größten Erfolg in den Single-Charts. Mit der Unplugged-Coverversion des Songs der schwedischen Musikerin Lykke Li erreichten Triggerfinger Platz 1 sowohl in den niederländischen als auch den flämischen Charts und stiegen im Juni in die deutschen Singlecharts ein. Während das Original an der Spitze stand, steigerte sich Triggerfinger zunächst auf Platz 10 und im September, nachdem das Original auf den zweiten Platz abgerutscht war, auf Platz 9. In Österreich erreichten Triggerfinger Platz 1.
Ebenfalls 2012 nahm Triggerfinger zusammen mit The BossHoss ein Cover von John Lee Hookers Mad Man Blues auf. Dieser Song wurde auf dem Album Liberty of Action (Black Edition) von The BossHoss veröffentlicht.
2014 veröffentlichte Triggerfinger das Studioalbum By Absence of the Sun. Das fünfte Studioalbum der Band, Colossus, erschien 2017.

## Diskografie

### Alben
- 2004: Triggerfinger (Green L.F.ant Music)
- 2007: Faders up (Livealbum)
- 2008: What Grabs Ya? (Excelsior Recordings)
- 2010: All This Dancin' Around
- 2011: High Voltage – Recorded live – July 23rd 2011
- 2012: Faders Up 2 – Live in Amsterdam
- 2014: By Absence of the Sun
- 2017: Colossus

### Lieder
- 2008: Soon
- 2009: Is It
- 2010: All This Dancin’ Around
- 2011: Love Lost in Love
- 2011: Let It Ride
- 2011: It Hasn’t Gone Away
- 2012: I’m Coming for You
- 2012: I Follow Rivers
- 2012: Do Ya Think I’m Sexy (featuring Little Trouble Kids)
- 2013: Driveby
- 2014: Perfect Match
- 2016: The One (featuring Method Man)